# Sivacrypticus uenoi
Sivacrypticus uenoi is een keversoort uit de familie Archeocrypticidae. De wetenschappelijke naam van de soort is voor het eerst geldig gepubliceerd in 1993 door Masumoto & Yin.